# نقاط فيسبوك

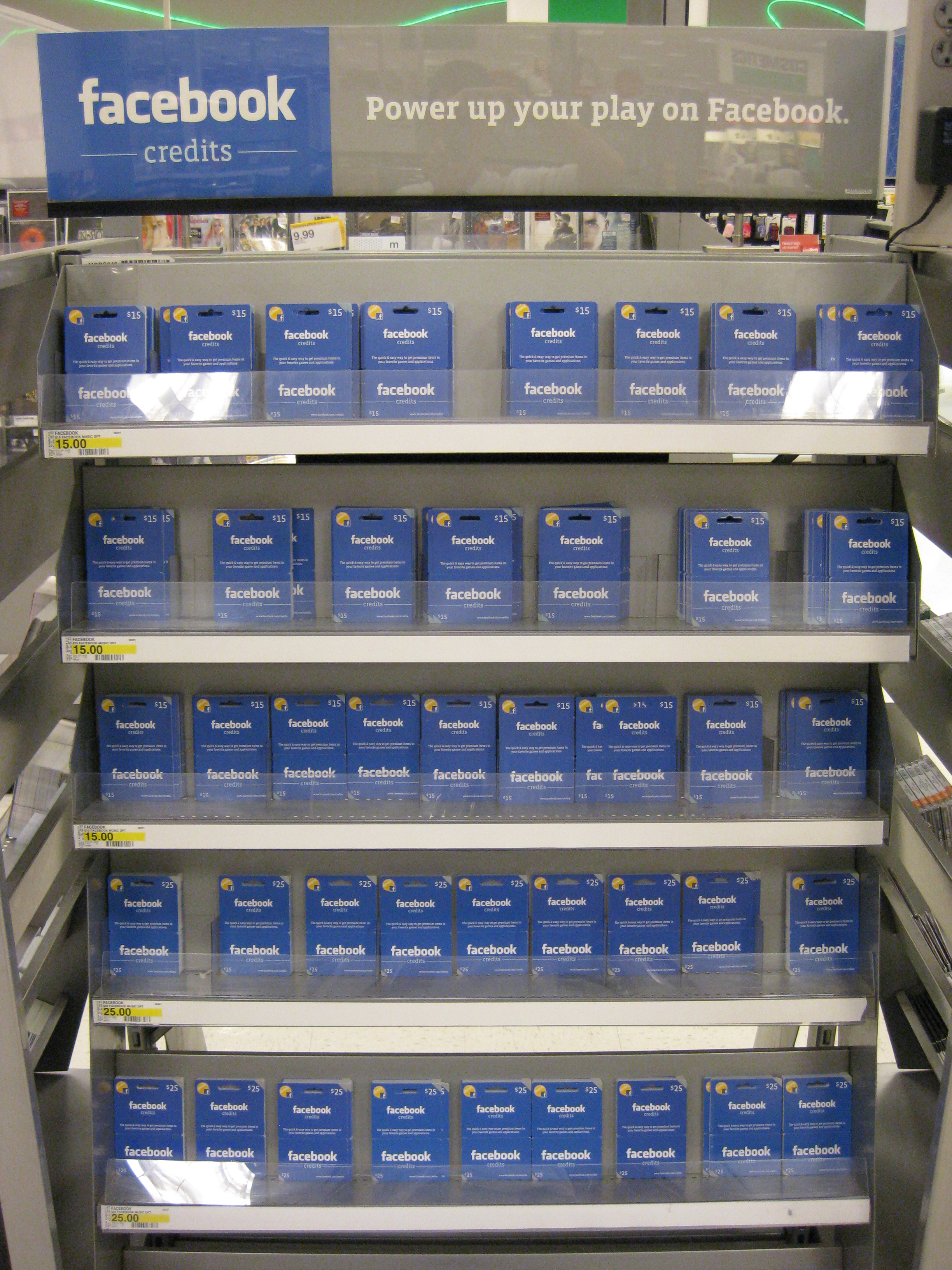
Facebook Credits for sale at a Target store in Colorado Springs, September 2010

نقاط فيسبوك بالإنجليزية (Facebook Credits) هي عملة افتراضية تمكن الأشخاص من شراء عناصر في الألعاب وتطبيقات غير الألعاب على منصة فيسبوك. وكان الدولار الأمريكي يعادل 10 نقاط في فيسبوك. كانت نقاط فيسبوك متاحة بـ 15 عملة بما في ذلك الدولار الأمريكي والجنيه الإسترليني واليورو والكرونة الدنماركية. كان فيسبوك يأمل في نهاية المطاف في توسيع النقاط إلى نظام مصغر مفتوح لأي تطبيق على فيس بوك، سواء كان لعبة أو تطبيق شركة إعلامية. وأوقف فيسبوك العمل بالاعتمادات لصالح العملات المحلية للمستخدمين.

## وصلات خارجية
لم يتم العثور على روابط لمواقع التواصل الاجتماعي.